# Palazzo Mistretta-Galati
Il Palazzo Mistretta-Galati è un grandioso edificio civile, in stile Liberty, che si trova ad Alcamo, nella provincia di Trapani

## Descrizione
Esposto sul Corso 6 Aprile e Piazza  Bagolino, il palazzo è composto da due piani; sul piano terra del corso ci sono tre ingressi: da quello principale si accede ad un androne, e quindi alla scala che porta al primo piano. Qui si trovano tre balconi con ballatoi e mensole fatti in pietra. 
Le singole aperture sono sormontate da belle decorazioni in stucco a forma di ventaglio.
Al secondo piano ci sono altri tre balconi, e similari sono anche quelli che sporgono su Piazza Bagolino; dalle due entrate al piano terra, si accede ad un bar e ad un secondo androne, da qui si dirama una scala che porta ai locali dei piani superiori.
Il prospetto si chiude, infine, con un cornicione con cornici multiple.
Il soffitto del salotto presenta degli affreschi, con decori floreali, restaurati negli anni Settanta dal prof. Giuseppe Ganga; in precedenza esisteva pure un giardino, sul lato Piazza Bagolino, la cui area oggi risulta occupata da un altro edificio.